# Autoritats Indígenes de Colòmbia
El Moviment d'Autoritats Indígenes de Colòmbia o AICO, és un partit polític indígena, reconeguda com partit polític colombià el 15 d'agost de 1991. És el moviment polític social i cultural de les autoritats indígenes de Colòmbia, que neix de la lluita per la terra i la defensa dels drets dels pobles indígenes i que a partir de la constituent del 1991 ve participant de la vida política del país. Proposa un model i funcionament des dels principis de la territorialitat, l'autonomia, la identitat, la història pròpia, la participació, la diversitat i interculturalitat, manifestada en la societat colombiana i les relacions internacionals dels pobles indígenes. El seu actual únic Congressista és el senador per la circumscripció indígena Manuel Bitervo Palchucan Chingal.

## Història del CRIC
En 1971 neix el Consell Regional Indígena del Cauca CRIC, constituït a partir dels capítols com a autoritats pròpies dels Resguards Indígenes, per a fer valer els drets a la terra, la cultura i l'autonomia. En 1978 el Poble Misak, va realitzar la gran assemblea coneguda com a "Primera Assemblea del poble Guambià", en què va reivindicar la seva autonomia com a poble, el dret major, propi i originari, així com la Minga, el treball comunitari i va proclamar el manifest "ikpe namui ken ñimmerá" (això és nostre i per a vostès també). Van decidir retirar-se del CRIC per considerar la seva estructura com de tipus "gremial, massa aliena i poc adaptada a les comunitats i autoritats indígenes". Van conformar llavors les Autoritats Indígenes del Sud-occident de Colòmbia, AISO.
Van realitzar la primera "Marxa d'Autoritats Indígenes" en 1980, sota la consigna: "Recuperar la terra per a recuperar-ho tot: Autoritat, Autonomia i Cultura". Van rebutjar la repressió contra el moviment indígena, la violència i l'"Estatut Indígena" expedit pel govern de Julio César Turbay Ayala. El 1983 recuperaren la hisenda Las Mercedes a Silvia (Cauca).
En 1987 van realitzar la segona marxa. Juntament amb capítols indígenes pastos i Kamëntsá i autoritats de la Confederació Indígena Tairona, van crear el Moviment Autoritats indígenes de Colòmbia" que es va pronunciar per "la reconstrucció política, econòmica, social, ecològica i recuperació dels valors culturals propis dels pobles natives".

## Història AICO
En 1978 l'Organització d'Autoritats Indígenes del Sud Occident Colombià, AISO, en 1987 fins a l'actualitat pren el nom de Moviment d'Autoritats Indígenes de Colòmbia AICO, conformat per capítols i/o Autoritats indígenes de gran part del territori colombià, en 1990, en ser convocada l'Assemblea Nacional Constituent, AICO decideix expressar-se com a moviment de caràcter social i polític. Aconseguint així participació en les decisions de la nostra Nació".

## Participació política
En 1990, en ser convocada l'Assemblea Constituent, AICO va decidir expressar-se com a moviment polític i llançar una llista pròpia que va aconseguir l'elecció de Lorenzo Muelas, de destacada actuació durant les sessions de l'Assemblea en 1991. Després ha participat en eleccions al Congrés de la República, elegint en períodes passats com a senadors a Floro Tunubalá, qui després va ser governador del Cauca i a Efrén Tarapués, i als representants Narciso Jamioy i Lorenzo Almendra. A les eleccions del 12 de març de 2006 va resultar triat Ernesto Ramiro Estacio dirigent del poble indígena dels pastos.